# سجن بلا قضبان (فلم)
سجن بلا قضبان  فيلم دراما مصري للمخرج أحمد السبعاوي عام 1983 وكتب القصة والسيناريو والحوار الكاتب والسيناريست فيصل ندا. الفيلم من بطولة محمود ياسين، سمير صبري، هالة فؤاد، توفيق الدقن، مريم فخر الدين، وسلوى صادق وتدور الأحداث حول عرفان الشاب الذي يسافر للعمل خارج البلاد ليتمكن من الزواج من حبيبته ليلى، ويعود ليجدها تزوجت من المحامي الفاسد الذي ساعد أسرتها ليتزوجها وتكتشف ليلى كيف أنها فقدت كل شيء.
صدر الفيلم إلى دور العرض المصرية في 12 سبتمبر 1983.
منح موقع قاعدة بيانات الأفلام العربية «السينما.كوم» الفيلم درجة 5.6/ 10.

## طاقم التمثيل
محمود ياسين: في دور حسين فتح الباب (المحامي)
سمير صبري: في دور عرفان
هالة فؤاد: في دور ليلى
توفيق الدقن: في دور والد ليلى
مريم فخر الدين: في دور والدة ليلى
سلوى صادق: في دور نوال (مساعدة حسين المحامي)
سميرة صدقي: في دور سلوى
علية عبد المنعم: في دور والدة عرفان
أحمد أبو عبية: في دور المعلم جاد (عميل حسين المحامي)
هريدي عمران: في دور المعلم سند (عميل حسين المحامي)
بالاشتراك مع: أمير كدواني – سامي واصف – محمد الرملي – سيد علام – حمدي شرف الدين – مختار السيد – حسن العدل – إبراهيم السيد

## أحداث الفيلم
يحب عرفان (سمير صبري) جارته ليلى (هالة فؤاد) وتحول الظروف الاجتماعية دون إتمام الزواج، كما أن والد ليلى (توفيق الدقن) يعانى من أزمات مالية بسبب كثرة أولاده وقلة دخله، ويطالب عرفان بما فوق طاقته. يقرر عرفان السفر للخارج للعمل وتعده ليلى بانتظاره. يقوم والد ليلى بالاختلاس ولكن المحامي الانتهازي حسين فتح الباب (محمود ياسين) يعرض عليه البراءة مقابل أن يتزوج ابنته ليلى التي تضطر للموافقة مضحية بنفسها من أجل والدها ووالدتها (مريم فخر الدين) واخوتها. تتزوج ليلى من حسين الذي ينتشلها من الفقر هي وأسرتها، فهو يقدم لهم مساعدات شهرية ولكنه يهمل زوجته من أجل العمل، كما يمنعها من زيارة أهلها، ويمنعهم من زيارتها. وكان حسين يستغل مهنة المحاماة بنصرة الظالم، كما كان على علاقة غير شرعية بمساعدته نوال (سلوى صادق). يعود عرفان من سفره بعد 3 سنوات ليجد والدته (علية عبد المنعم) قد فقدت بصرها ويفاجأ بزواج ليلى من حسين ويحاول بشتى الطرق لقاء ليلى، وأخيراً يلتقي بها في مكان عام ويتصادف وجود زوجها حسين وعشيقته نوال في نفس المكان. يتبادل الزوجان الإتهام بالخيانة، ويعتدي حسين بالضرب على ليلى التي تطلب منه الطلاق. يطلب حسين مقابلة عرفان ويعرض عليه المال ليبتعد عن زوجته، ويرفض عرفان. يعرض حسين على عرفان خطة يستفيد منها الجميع، وهى سرقة عرفان لمجوهرات من خزينة حسين صوريا، أثناء تواجده بأحد فنادق الإسماعيلية، كي يتمكن حسين من الحصول على قيمة التأمين على المسروقات، مقابل تطليق ليلى ويمنحهم بعض المال أيضاً، ولكن عرفان يرفض من أجل مبادئه ومثله العليا، ويتركه غاضبا. في اليوم التالي، يتناسى عرفان مبادئه ويقرر سرقة الخزينة لحسابه، ويتصل بحسين في فندق الإسماعيلية ليتأكد من وجوده، ثم يتوجه للفيلا لسرقة الخزينة، وهناك يجد حسين خلفه يهدده بمسدس، ويعيد عليه حسين الإتفاق، ويجعله يبعثر محتويات الفيلا ويفجر الخزينة بالديناميت، ثم يطلق عليه النار ويلف الجثة في ويتخلص منها. ولكن عرفان يصاب فقط، ويتفق مع مفتش المباحث أن يتنكر في شخصيته، ويتعامل مع حسين ليوقع به بعد مواجهته بعلاقة القتيل عرفان بزوجته ليلى. وينجح مفتش المباحث في الخطة ويلقي القبض على حسين، ويتزوج عرفان من حبيبته.  

## وصلات خارجية
- سجن بلا قضبان على موقع الدهليز
- سجن بلا قضبان على موقع قاعدة بيانات الأفلام العربية
- سجن بلا قضبان على موقع قاعدة بيانات الفيلم (الإنجليزية)
- سجن بلا قضبان على موقع ليتربوكسد (الإنجليزية)
- سجن بلا قضبان على موقع الدهليز
- سجن بلا قضبان على موقع كاروهات